# Gehäuselüfter

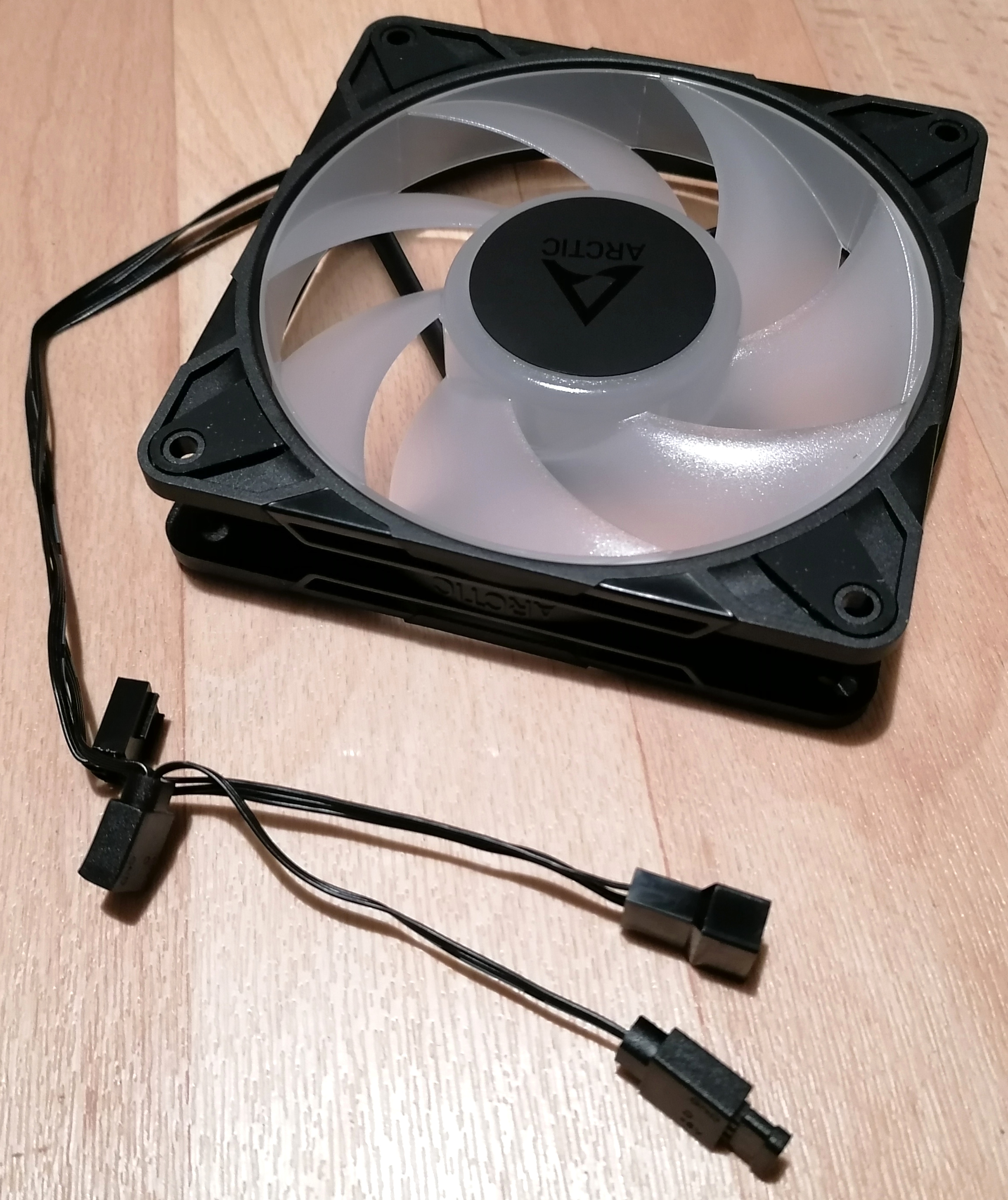
Arctic P12 Pro A-RGB, 120-mm-PC-Gehäuselüfter mit ansteuerbaren LEDs; im Vordergrund PWM-Stecker (vorne links oben) und ARGB-Stecker (vorne links unten), jeweils mit Daisy Chain (vorne rechts)

Gehäuselüfter sind Ventilatoren (oft Lüfter genannt), die Luft in das Innere eines elektrischen oder elektronischen Gerätes blasen, um warme Luft aus dem Gehäuse herauszupusten und um elektrische oder elektronische Bauteile im Gehäuse durch die vorbeistreichende Luft zu kühlen (aktive Kühlung).
Oft benennt der Begriff Gehäuselüfter in einem PC oder in einem Notebook (Notebook-Kühler).
Gehäuselüfter sind bisweilen mit einer LED-Beleuchtung ausgestattet, die entweder fest programmiert oder ansteuerbar und somit per Software individuell konfigurierbar sein kann.
Viele Gitarrenverstärker und einige wenige Audioverstärker haben einen Gehäuselüfter.